# Sankt Paul im Lavanttal
Sankt Paul im Lavanttal é um município da Áustria localizado no distrito de Wolfsberg, no estado de Caríntia.